# Liturgisches Gewand

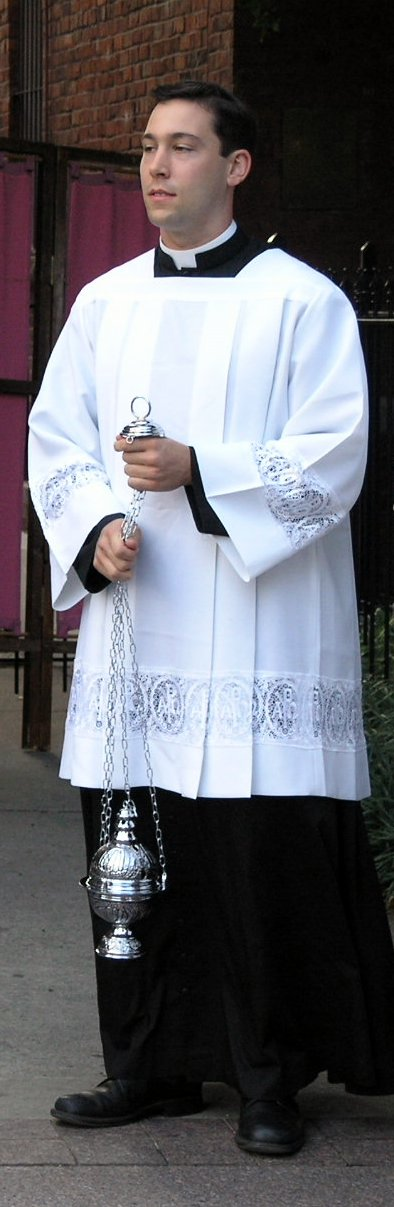
Thuriferar in Chorkleidung

Liturgische Gewänder sind Kleidungsstücke, die während eines christlichen Gottesdienstes vom Leiter der Feier, von konzelebrierenden und assistierenden Klerikern und den liturgischen Diensten getragen werden.

## Geschichtliche Entwicklung
Das frühe Christentum kannte keine liturgische Sonderkleidung für die sonntägliche Herrenmahlfeier, erwartete aber von allen Teilnehmern, möglichst festlich gekleidet zu sein. Bischöfe und Priester kleideten sich seit der Legitimierung der christlichen Religion im 4. Jahrhundert im Stil römischer Beamter, ohne dass zunächst zwischen Alltags- und liturgischer Kleidung unterschieden wurde.
Mit dem Anwachsen der Gemeinden, der Öffentlichkeit von Kirchengebäuden und Gottesdiensten und der Erhebung des Christentums zur Staatsreligion im Römischen Reich im Jahr 380 wurde die Liturgie zunehmend repräsentativer. Dazu gehörte auch die erhöhte Kostbarkeit der Gewänder. Bis zur Völkerwanderungszeit gab es jedoch keine scharfe Trennung der liturgischen Gewänder von der römischen Alltagskleidung (Tunika, Paenula).
Die eindringenden Germanen brachten in den westlichen Mittelmeerraum ihre Kleidung mit: Hose, Hemd und Wams. Diese setzte sich auch bei der romanischen Bevölkerung durch – nicht jedoch in der Liturgie. Seit der Spätantike sind die Paramente dem Grunde nach gleich geblieben, wurden allerdings durch Moden beeinflusst. Sie wurden in der Folgezeit oft aus kostbaren Stoffen (Samt, Brokat oder Damast) und kostbaren Materialien wie Seide gefertigt und der Länge nach gekürzt. Gegenüber dem reichen Faltenwurf der spätantiken Obergewänder machten insbesondere die Dalmatik und die Kasel in der westlichen Liturgie nun einen eher steifen, aber durchweg feierlichen Eindruck.
Die evangelischen Kirchen der Reformation erklärten liturgische Gewänder zu „Adiaphora“, also Angelegenheiten, die in der Kirche unterschiedlich gehandhabt werden können. Martin Luther beispielsweise trug bis zu seinem Tod beim Abendmahlsgottesdienst Albe, Stola und Messgewand. Dies wurde in der lutherischen Tradition in vielen Ländern beibehalten. Die evangelisch-reformierten Kirchen verzichteten in der Regel auf besondere liturgische Kleidung.
In Deutschland kam es durch den preußischen König Friedrich Wilhelm III. zu einer Sonderentwicklung. Er ordnete 1811 für alle lutherischen, reformierten und unierten Pfarrer (sowie ab 1817 für Rabbiner) das Tragen des schwarzen Talars im Gottesdienst verbindlich an. In der Folge setzte sich der Talar auch in anderen evangelischen Landeskirchen durch.

## Liturgische Kleidung in den verschiedenen Konfessionen

### Orthodoxe Kirchen und katholische Ostkirchen

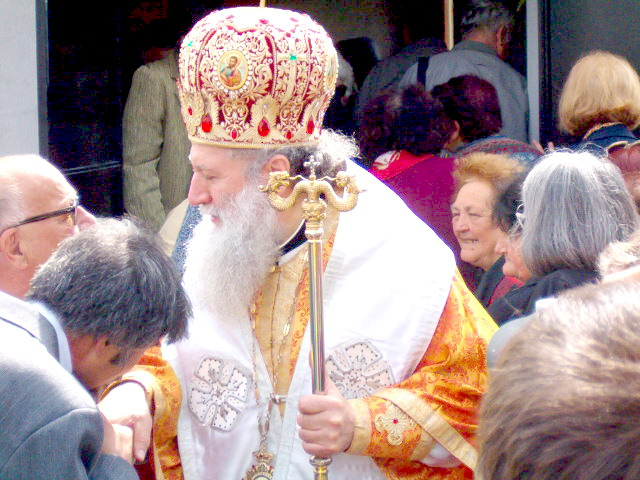
Orthodoxer Bischof mit Stab und Stephanos (Mitra). Sichtbar sind hier unter anderem auch die Epimanikien

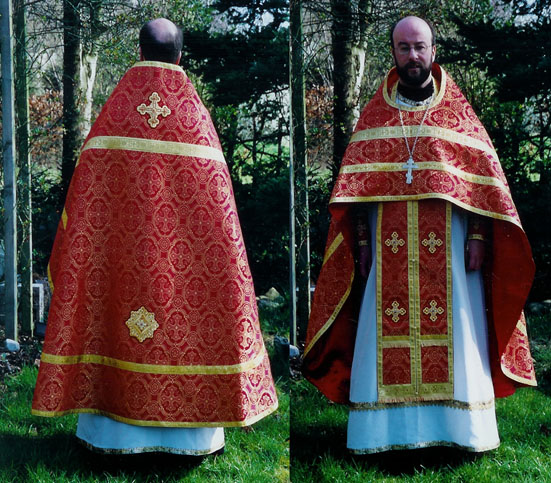
Orthodoxer Priester mit rotem Phelonion und dem vorne herabhängenden Epitrachelion

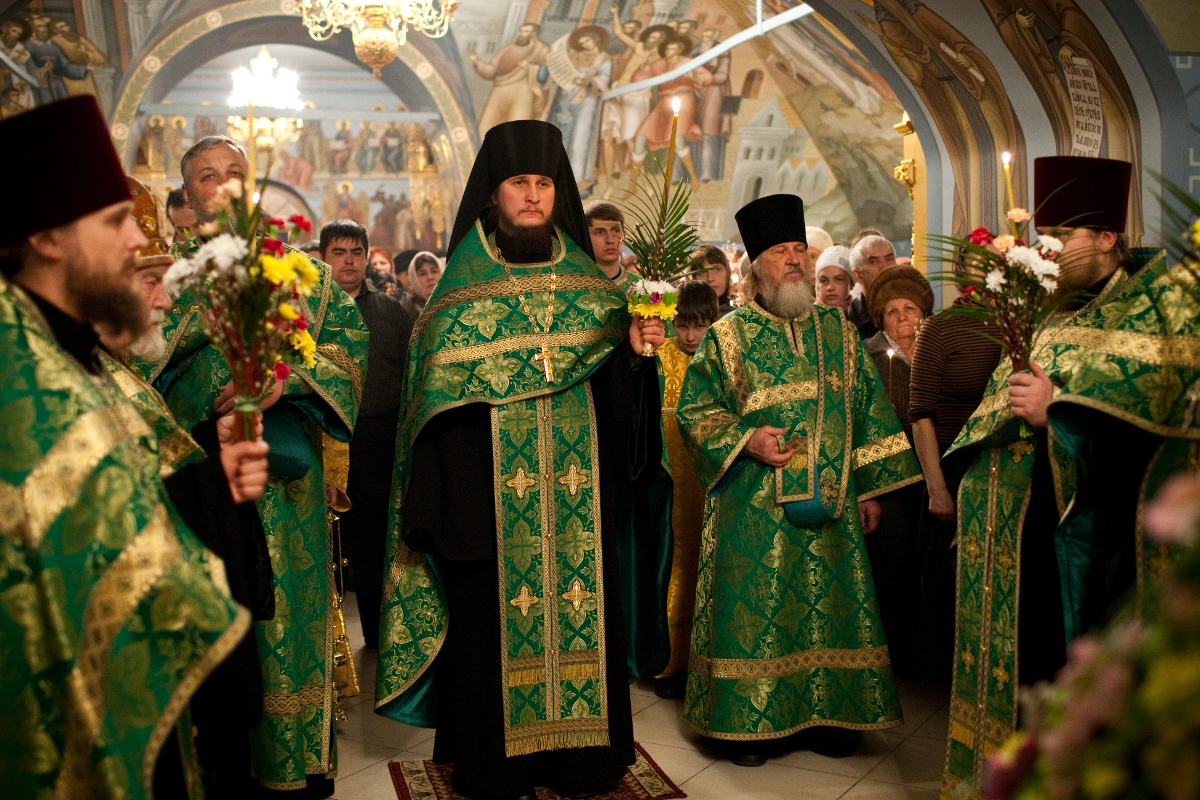
Russisch-orthodoxe Priester und Diakone

Im byzantinischen Ritus der orthodoxen und der mit Rom unierten Kirchen sind folgende liturgischen Gewänder in Gebrauch:
- Ministrant:
  - Sticharion

- Hypodiakon:
  - Sticharion
  - Orarion

- Diakon:
  - Sticharion
  - Epimanikien
  - Orarion
  - Kamilavkion (teilweise Ehrenzeichen)
  - Pektorale (Diakone in Rumänien[1])

- Priester:
  - Sticharion
  - Epimanikien
  - Epitrachelion
  - Zone (Gürtel)[2]
  - Phelonion
  - Pektorale
  - Kamilavkion (teilweise Ehrenzeichen)
  - Nabedrennik (Auszeichnung in Russland)
  - Epigonation (bei einem Erzpriester)
  - Stephanos (Mitra) (bei Archimandriten: mit liegendem Kreuz an der Spitze)
  - Kreuzstab (bei Archimandriten, wie bei Bischöfen)

- Bischof:
  - Sticharion
  - Epitrachelion
  - Zone (Gürtel)
  - Epimanikien
  - Epigonation
  - Sakkos
  - Omophorion, vgl. auch: Pallium
  - Engolpion und Pektorale
  - Stephanos (Mitra)
  - Kreuzstab
  - Dikirion und Trikirion (beim Segen)

### Römisch-katholische Kirche

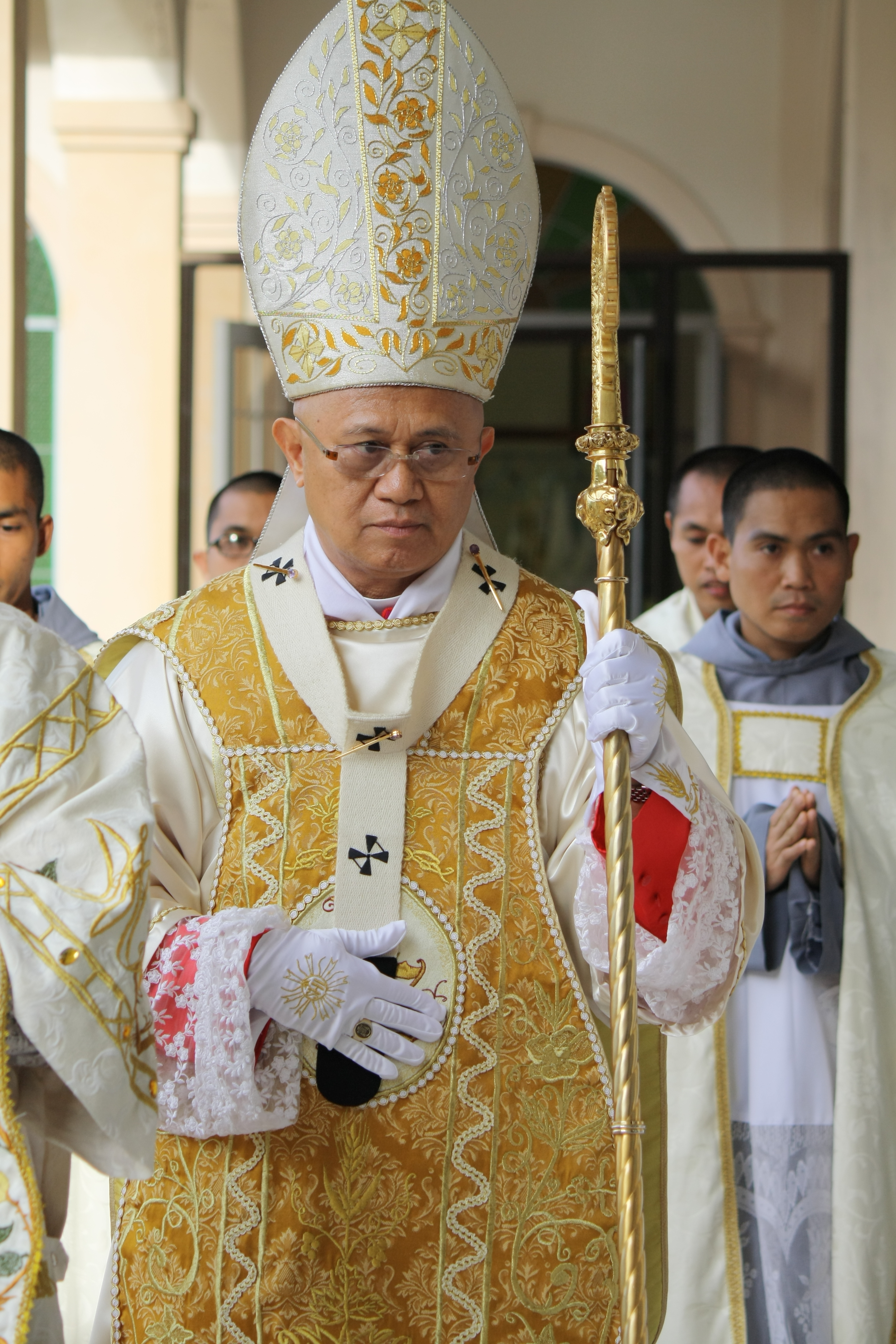
Erzbischof Jose Palma mit Mitra, Stab, Pallium, Pontifikalhandschuhen und Ring, sowie den liturgischen Gewändern Albe, Dalmatik und Kasel, auch sichtbar das Amikt (2012)

Infolge der Liturgischen Bewegung in der römisch-katholischen Kirche wurden alte Schnittmuster wiederentdeckt und wieder eingeführt. Die Konstitution über die heilige Liturgie des Zweiten Vatikanischen Konzils besagt:

„124. Bei der Förderung und Pflege wahrhaft sakraler Kunst mögen die Ordinarien mehr auf edle Schönheit bedacht sein als auf bloßen Aufwand. Das gilt auch für die heiligen Gewänder und die Ausstattung der heiligen Orte. […]“

Im römischen Ritus werden folgende liturgische Gewänder verwendet:
- Die Albe (von lat. albus „weiß“) ist das liturgische Grundgewand. Sie ist grundsätzlich knöchellang und erinnert an das Taufkleid und die weißen Gewänder der Johannesoffenbarung. Alle die einen liturgischen Dienst am Altar versehen, können bzw. sollen Alben oder von der Albe abgeleitete Gewänder (z. B. ein Chorhemd über dem Talar) tragen.[4]
- Das Zingulum ist ein Strick, der als Gürtel die Albe rafft (Form: bandförmig oder kordelartig, gewöhnlich mit Quasten am Rand versehen); als breites Stoffband in verschiedenen Rangfarben werden Zingula auch von den Klerikern über der Soutane getragen.
- Das Amikt (auch Humerale oder Schultertuch genannt) ist ein viereckiges Tuch, das um die Schultern unter der Albe getragen wird.
- Die Stola, ein schalartiges, beiderseits etwa knielanges Gewandstück, ist das Insigne des priesterlichen Amtes. Bischof, Priester und Diakon tragen sie bei allen Sakramentsfeiern, Wortgottesdiensten, Andachten und Segenshandlungen, die sie leiten oder bei denen sie assistieren, unter Umständen (etwa am Krankenbett) direkt über der Alltagskleidung oder der Albe, bei der Messe gewöhnlich unter dem Messgewand. Vor der Liturgiereform wurde die Stola vom Priester vor der Brust überkreuzt, vom Bischof immer schon in der heutigen Form getragen. Die Stola des Diakons wird diagonal über Brust und Rücken getragen und liegt auf der linken Schulter auf. Die Stola wird gedeutet als das „Joch Christi“, vgl. Mt. Mt11,29.
- Die Kasel (von lat. casula „Zelt“, „Häuschen“), auch Messgewand genannt, wird gedeutet als Erinnerung an das Zeltheiligtum, das die Israeliten bei ihrer Wüstenwanderung mit sich führten (vgl. 2. Mose 33,7) und stammt von der römischen Paenula ab. Es ist ein ärmelloser Überwurf mit Kopfausschnitt, meist in der liturgischen Farbe des Tages oder Anlasses, oft kostbar bestickt. Im Gegensatz zur Kirche des ersten Jahrtausends ist die Kasel heutzutage fast nur zur Feier der Heiligen Messe in Gebrauch (eine der wenigen Ausnahmen ist die Feier vom Leiden und Sterben Christi am Karfreitag).
- Pontifikalhandschuhe gehören wie Pontifikalschuhe und -strümpfe zu den Insignien des Bischofs.
- Die Dalmatik (lat. dalmatica, aus Dalmatien stammend) ist das festlich geschmückte, heute kurzärmelige, ursprünglich aus dalmatinischer Wolle gefertigte Obergewand des Diakons mit weiten Ärmeln und Zierstreifen (lat. clavi), das insbesondere zum Hochamt getragen wird. Die Dalmatik kann vom Bischof auch unter der Kasel getragen werden, um so zum Ausdruck zu bringen, dass dieser die Fülle des Weiheamtes innehat.
- Die Soutane ist ein außerliturgisches Kleidungsstück, das aus dem seit dem Mittelalter gebräuchlichen schwarzen, knöchellangen Alltagsgewand der Kleriker hervorging und zur Standestracht geworden ist. Bei Gottesdiensten wird ein Chorhemd bzw. ein Rochett darüber getragen.
- Das Chorhemd, auch Chorrock genannt, ist ein hüft- oder knielanges weißes, oft gefälteltes Obergewand, das von der Albe abstammt. Es wird über dem Talar bzw. der Soutane getragen. Der Priester trägt Soutane, Chorhemd und Stola bei Gottesdiensten ohne Eucharistiefeier oder bei Messen, in denen er weder Zelebrant noch Konzelebrant ist. Talar und Chorhemd sind die verbreitetste Messdienergewandung. Im Unterschied zum Rochett hat das Chorhemd an den Ärmeln einen etwas weiteren Schnitt. Mit Rochett wird traditionell das Chorhemd höherer Geistlicher (Prälaten) mit eng geschnittenen Ärmeln, die häufig verziert sind (Spitzen, Rüschen), bezeichnet. Es ist jedoch umgangssprachlich weit verbreitet, das Chorhemd ebenfalls als „Rochett“ zu bezeichnen.
- Die Mozetta tragen alle, die das entsprechende Privileg haben, über Talar und Chorhemd bzw. Rochett. Sie ist ein Schulterumhang, der vorne von einer Knopfreihe geschlossen wird. Bei Kanonikern und Domvikaren ist sie schwarz, bei Domkapitularen oft und bei Bischöfen stets violett sowie bei Kardinälen rot. Auch der Papst trägt eine rote Mozetta (in der fünfzigtägigen Osterzeit seit Papst Benedikt XVI. hingegen eine weiße in Anlehnung an einen früheren Brauch der Päpste bis zu Papst Paul VI., der vor seiner Wiedereinführung allerdings auf die Osteroktav beschränkt war.).
- Der Chormantel (auch Vespermantel, auch Rauchmantel genannt oder lat. Pluviale – „Regenmantel“) ist ein von der Kasel abgeleitetes Obergewand, das heute meist außerhalb der Messfeier, z. B. bei Andachten, Prozessionen und Begräbnisfeiern, Verwendung findet.
- Der Manipel ist ein bestickter Stoffstreifen, der vor der Liturgiereform über der linken Hand von allen Inhabern Höherer Weihen (d. h. ab dem Subdiakonat) zur Messe getragen wurde.
- Das Rationale wird heutzutage nur noch von den Bischöfen von Paderborn, Krakau, Eichstätt und Toul getragen. Das Rationale kam im 11. Jahrhundert auf und erinnert an die hohepriesterliche Insigne des Ephods. Es besteht aus einem Tuch, das die obere Hälfte von Brust und Rücken bedeckt.
- Die Mitra wird von allen Bischöfen, sowie von weiteren dazu berechtigten Geistlichen, vor allem von Äbten (sogenannte infulierte Äbte), getragen. Sie ist eine in zwei Spitzen auslaufende Kopfbedeckung, die seit dem 10. Jahrhundert nachzuweisen ist. Seit der Renaissance wuchs die Mitra immer mehr in die Höhe, während ihre heute übliche Gestalt der des 13. Jahrhunderts ähnelt.
- Das Pallium ist ein weißes Wollband mit sechs schwarzen Kreuzen, das über die Schultern gelegt wird und die päpstliche Vollgewalt (plenitudo potestatis) symbolisiert. Der Papst verleiht es den Metropolitan-Erzbischöfen als Symbol der Teilhabe an der Hirtengewalt. Bei einem Wechsel auf einen anderen Metropolitansitz muss der betreffende Erzbischof den Papst um ein neues Pallium bitten.
- Der Fanon, auch Orale, ein Schultertuch zwischen Albe und Messgewand, ist ein den Päpsten vorbehaltenes liturgisches Kleidungsstück, das außer Gebrauch geraten ist.
- Das Subcinctorium ist ein heute nicht mehr gebräuchliches, den Päpsten vorbehaltenes Zierstück in Form eines Stoffstreifens am Zingulum.
- Das Velum ist ein Tuch zum Verhüllen der Hände, z. B. beim Tragen der Monstranz
- Das Birett gehört zur Standeskleidung der Geistlichen (Soutane) und ist keine liturgische Kopfbedeckung. Früher war das Tragen beim Einzug und beim Auszug des Priesters vorgeschrieben.
- Die Tiara wurde von Päpsten ebenfalls nur zum Einzug und zum Auszug bei der feierlichen Papstmesse getragen, sowie bei einigen Segenshandlungen, etwa der Erteilung des Segens Urbi et orbi. Papst Paul VI. hat die Tiara abgelegt. Seitdem wurde kein Papst mehr mit der Tiara gekrönt.
- Das Gremiale ist eine Art Schürze zum Schutz der liturgischen Gewänder bei Salbungen mit Öl.
- Die Tunicella ist das Gewand des Subdiakons, von daher nur noch in der außerordentlichen Form des römischen Ritus in Gebrauch. Im Laufe der Geschichte haben sich allerdings Dalmatik und Tunicella von Stil und Schnitt her angeglichen, so dass eine Unterscheidung schwierig ist.

Ministranten
- Albe mit oder ohne Zingulum (ggf. in liturgischer Farbe)

oder
- Talar, dessen Farbe ggf. nach liturgischer Farbe wechselt (Schwarz und rot sind üblich; auch violett und grün sind möglich) und Chorhemd („Rochett“). Darüber ggf. ein farblich passender Schulterkragen/Mozetta.
- Um die Pontifikalien festzuhalten, tragen auch Ministranten (im Dienst des Signiferar) ein Schultervelum in der liturgischen Farbe. Dieses ist aber deutlich schlichter gestaltet als z. B. das Segensvelum.

### Evangelische Kirchen

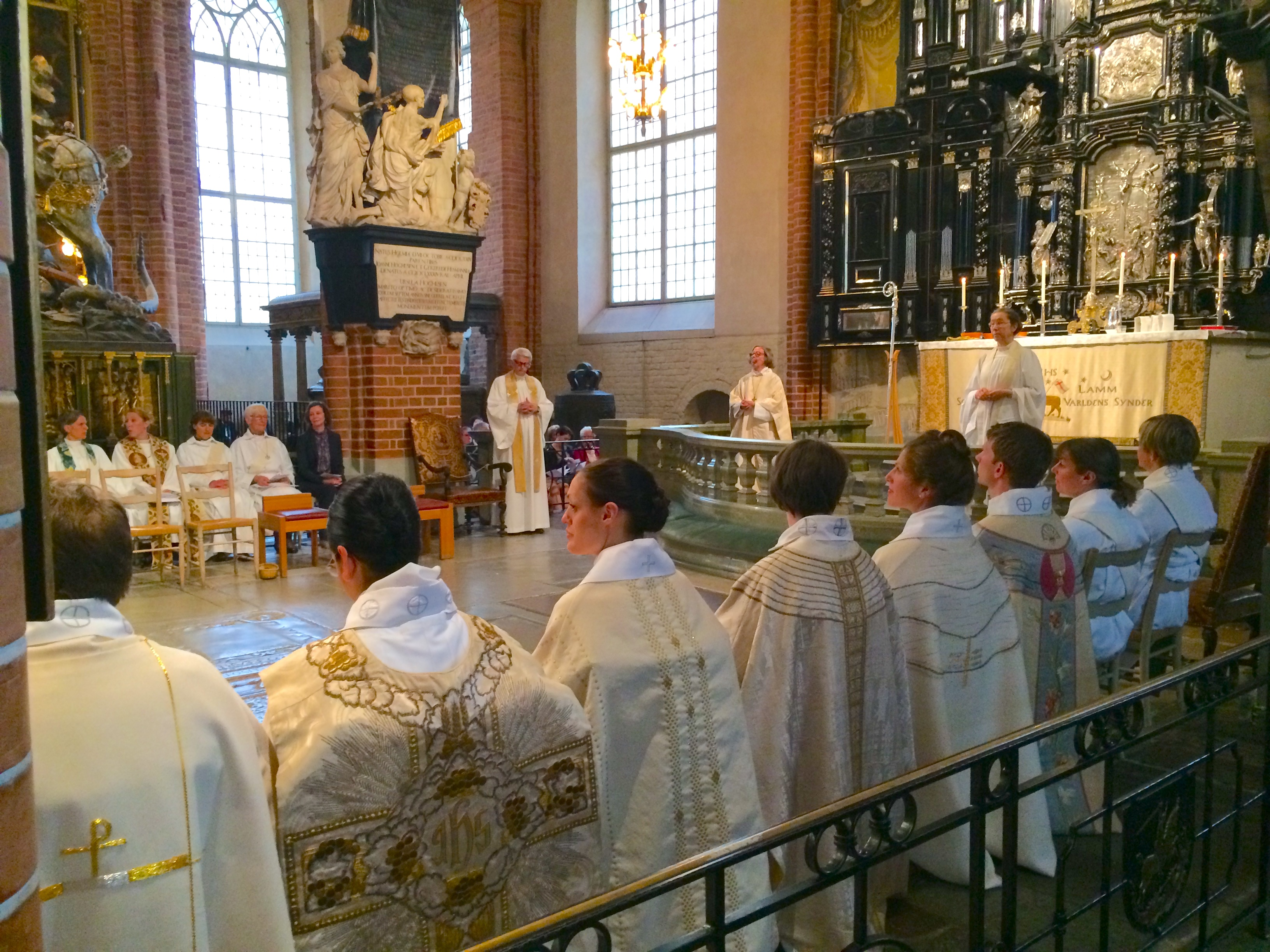
Ordination in der Schwedischen Kirche

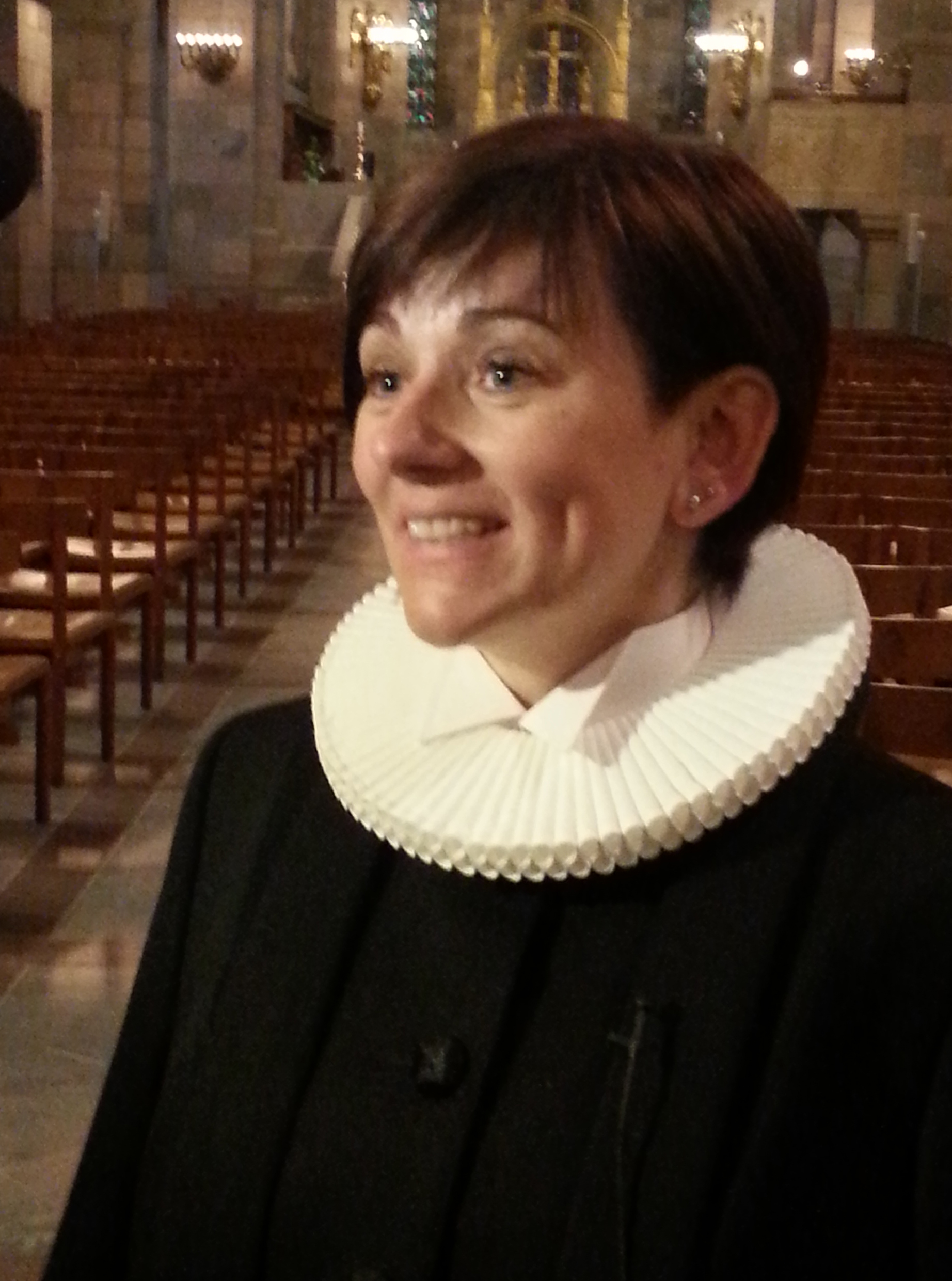
Pernille Vigsø Bagge, dänische Pastorin und Politikerin

Aufgrund der Einstufung liturgischer Kleidung als Adiaphora herrscht im weltweiten Protestantismus diesbezüglich kein einheitliches Bild. Während beim skandinavischen Luthertum der traditionelle Ornat oft weiter im Gebrauch ist, haben sich in den aus der Mission des 19. Jahrhunderts hervorgegangenen Kirchen Talar und Zivilkleidung stärker durchgesetzt. In Deutschland wirkt evangelischerseits der preußische Talar-Erlass von 1811 weiterhin stilbildend.
In den protestantischen Kirchen in Kanada und den Vereinigten Staaten von Amerika ist es eher selten, dass bei Gottesdiensten liturgische Gewänder getragen werden. Ausnahmen bilden hier unter anderem fast alle lutherischen Kirchen.

#### Lutherische, reformierte und unierte Kirchen in Deutschland

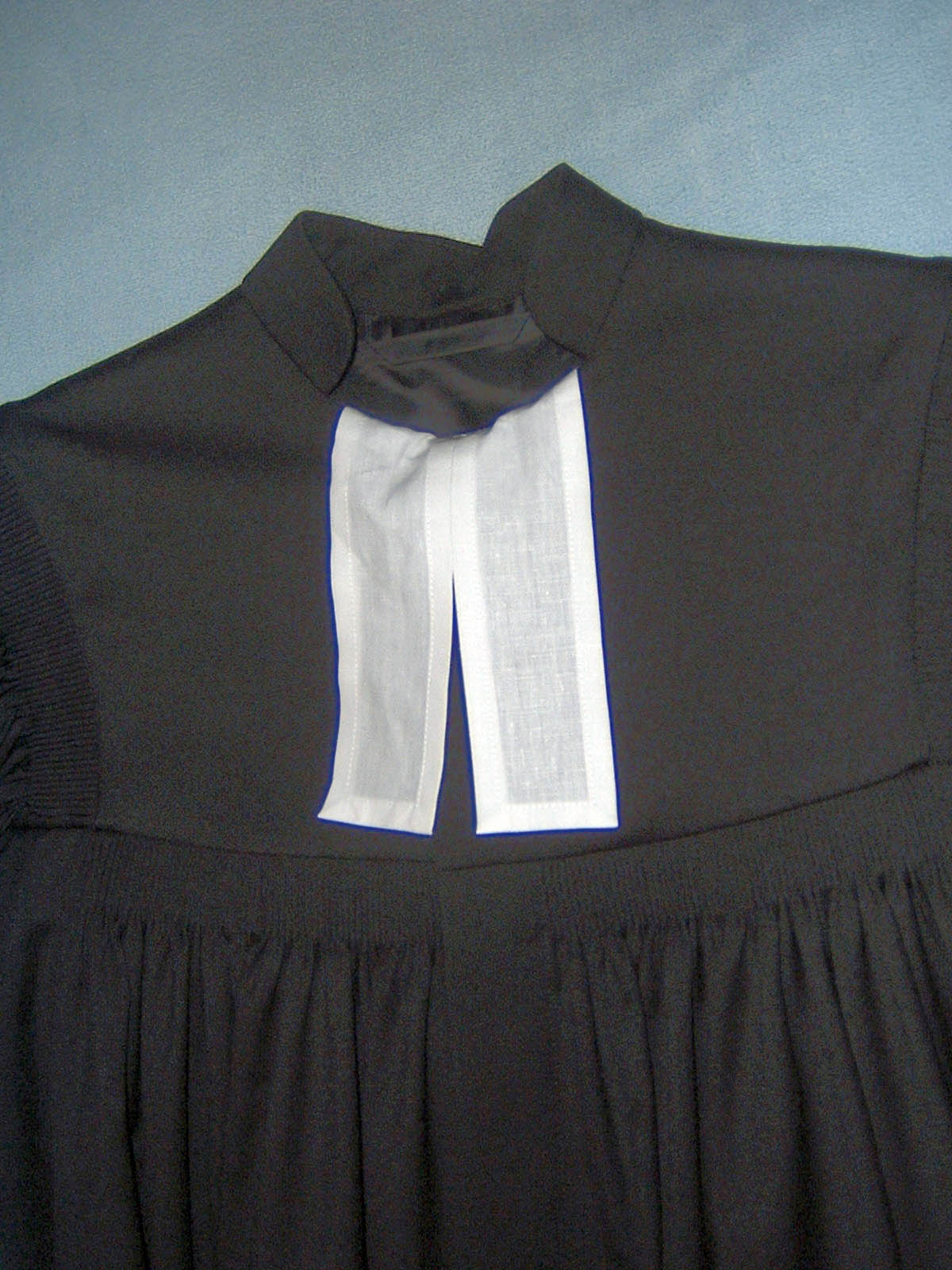
Talar mit Beffchen der Unierten

- Vorwiegend wird der schwarze Talar mit Beffchen getragen.
- Das Beffchen besteht aus zwei weißen Stoffstreifen, die in lutherischen Kirchen getrennt, in unierten halb und in reformierten ganz zusammengenäht sind.[5]
- In den Hansestädten wird ein Talar mit Halskrause getragen. Dabei unterscheidet sich der Halskrausen-Talar auch deutlich im Schnitt von den mit Beffchen getragenen Talaren.
- In vielen Landeskirchen ist das Tragen von schwarzem Talar und Stola gestattet, zum Teil mit, zum Teil ohne Beffchen.
- Inzwischen erlauben die landeskirchlichen Ordnungen als Alternative oft auch Albe mit Stola. Davon wird aber nur vereinzelt Gebrauch gemacht, wenn auch mit steigender Tendenz.

#### Selbständige Evangelisch-Lutherische Kirche (SELK)
In der Selbständigen Evangelisch-Lutherischen Kirche tragen Pastoren im Gottesdienst regelmäßig Albe mit Stola, in der lutherischen Messe ist zusätzlich die Kasel möglich. Daneben ist weiterhin der schwarze Talar mit Beffchen im Gebrauch. Er kann mit Stola und Chorhemd kombiniert werden. Über die liturgische Kleiderordnung entscheiden die einzelnen Gemeinden in der Gemeindeversammlung.
Weitere am Gottesdienst aktiv Beteiligte können ebenfalls liturgische Kleidung tragen.

#### Evangelische Freikirchen
In kongregationalistisch geprägten Freikirchen ist der Gebrauch liturgischer Gewänder eher selten. Sie legen jedoch in der Regel Wert auf eine Kleidung, die der besonderen Bedeutung des Gottesdienstes angemessen ist. So dominierte in den Evangelisch-Freikirchlichen Gemeinden beim Pastor und bei den Diakonen am Abendmahlstisch bis in die 1980er Jahre der schwarze Anzug als „Amtskleidung“. Heute ist ein einheitlicher Stil nicht mehr auszumachen. Bei Taufhandlungen, bei denen der evangelisch-freikirchliche Pastor mit dem Täufling im Baptisterium bzw. im Taufgewässer steht, wird von vielen Pastoren ein spezieller Tauftalar bevorzugt. Er unterscheidet sich von anderen Gottesdiensttalaren. Ein V-Ausschnitt und eine weiße Krawatte ersetzen das Beffchen der landeskirchlichen Pastoren. In seinem Saum ist ein Bleiband eingefügt, um das Gewand zu beschweren.
Auch bei Trauerfeiern tragen freikirchliche Pastoren häufig einen Talar, um sich von sogenannten Trauerrednern zu unterscheiden.

## Religiös-zeremonielle Gewänder außerhalb des Christentums
Schon im Schamanismus finden bei kultischen Ritualen besondere Gewänder Verwendung, die die besondere Rolle des Schamanen sichtbar machen.
Die Priester am Jerusalemer Tempel hatten detailliert vorgeschriebene Gottesdienstgewänder. Für den heutigen Synagogengottesdienst gibt es unterschiedliche Amtstrachten; er kann auch ohne besondere Gewänder gefeiert werden. Ein rituelles Kleidungsstück ist der Gebetsmantel (Tallit), der von allen Betenden in der Synagoge wie auch beim privaten Morgengebet getragen wird.
Der Vorbeter (Imam) im Islam trägt bei den Moscheegottesdiensten keine besondere Kleidung.